# Soft Machine
Soft Machine fou un grup de rock britànic originari de Canterbury. Va prendre el nom a partir de la novel·la The Soft Machine, de William S. Burroughs. Fou un dels grups principals de l'anomenada escena de Canterbury i tingué una importància destacada en l'evolució i consolidació del rock progressiu.

## Història

### Els inicis: psicodèlia i jazz-fusió
Soft Machine fou format el 1966 per Robert Wyatt (bateria i vocalista), Kevin Ayers (baixista, guitarrista i vocalista), Daevid Allen (guitarrista) i Mike Ratledge (teclista). Al principi s'hi afegí també el guitarrista americà Larry Nowlin. Alguns d'aquests músics havien tocat anteriorment al Daevid Allen Trio, a més de ser membres fundadors del grup Wilde Flowers, les posteriors reformacions del qual inclourien futurs membres del grup Caravan, una altra banda mítica de l'escena de Canterbury.
Soft Machine, en els seus inicis, es movia en l'underground britànic, arribant a ser un dels grups fonamentals del moviment contracultural dels darrers 60 al Regne Unit, juntament amb Pink Floyd. El primer single del grup va anomenar-se Love Makes Sweet Music. També foren enregistrades diversos temes de sessió que no veurien la llum fins anys més tard. El concert més important d'aquesta època fou el que oferí la banda a Saint-Tropez. Poc després, Daevid Allen s'establí a París, separant-se de Soft Machine. Allà formà el grup Gong.
Soft Machine, ara ja com a trio, intervingué en la gira nord-americana de Jimi Hendrix de 1968. Durant aquesta gira, el grup va enregistrar el seu primer àlbum a Nova York, anomenat simplement The Soft Machine. La influència que el grup va adquirir gràcies a aquesta col·laboració amb Hendrix va permetre'ls de realitzar una gira pròpia pels EUA, junt al guitarrista Andy Summers, del grup The Police.
El 1969, Hugh Hopper es va afegir a la formació de Soft Machine com a baixista. El grup va enregistrar el seu segon àlbum, Volume Two. D'ara endavant, la majoria dels àlbums d'estudi de Soft Machine aniran numerats, ja sigui mitjançant ordinals o cardinals. El 1970, el grup va tornar a reformar-se, prescindint de Kevin Ayers i incorporant el saxofonista Elton Dean. La intenció era orientar els seus treballs cap al vessant del jazz-fusió afegint-hi sempre una intensa atmosfera experimental. El resultat foren els àlbums Third, publicat el 1970, i Fourth, publicat el 1971. En els dos intervingueren altres músics convidats, com ara Jimmy Hastings, Nick Evans o Rab Spall.
Els dos treballs foren àmpliament aclamats per públic i crítica (especialment Third). Soft Machine va convertir-se en un grup de culte arreu d'Europa.

### Sortida de Wyatt i Dean
Malgrat l'èxit, aviat aparegueren diferències entre Wyatt i la resta de membres del grup, que culminaren amb la marxa de Wyatt, qui formà el 1971 el grup Matching Mole (el nom és el resultat de traduir soft machine al francès: la machine molle). Fou substituït pel bateria australià Phil Howard, que va intervenir només en l'enregistrament de Fifth (1972), després del qual abandonà el grup. Uns mesos més tard, el mateix Elton Dean abandonà Soft Machine, per diferències musicals amb la resta de membres. Howard fou substituït per John Marshall a la bateria, mentre que el lloc del saxofonista no es va cobrir.

### Reformacions i darrers treballs
Per a l'enregistrament de l'àlbum Six (1973), el teclista Karl Jenkins es va afegir a la formació de Soft Machine. Jenkins i Marshall havien estat fundadors del grup de jazz-rock Nucleus. Això va resultar en un enfocament clar de Soft Machine envers aquest estil, abandonant els plantejaments psicodèlics i experimentals dels primers àlbums. Després de l'enregistrament de Six, Hugh Hopper (baixista) abandonà el grup i fou reemplaçat per Roy Babbington, també fundador de Nucleus. Babbington ja havia tocat amb Soft Machine als àlbums Fourth i Fifth com a músic convidat. Soft Machine quedava conformat ara com un quartet compost per Babbington, Jenkins, Marshall i Ratledge (l'únic membre fundador).
Amb aquesta formació, s'enregistraren els següents tres àlbums d'estudi del grup. Seven va aparèixer el mateix any 1973. Fou enregistrat sense la intervenció de cap altre músic addicional. Posteriorment aparegué Bundles (1975), que mostrava una deriva completa de Soft Machine cap a la fusió, amb l'addició del guitarrista Allan Holdsworth, fet que provocà reminiscències a l'estil de la Mahavishnu Orchestra (fundada per John McLaughlin) en el nou àlbum d'estudi de Soft Machine. En cap dels treballs anteriors de Soft Machine no havien aparegut guitarres solistes. El darrer àlbum d'estudi fou Softs, de 1976, on Holdsworth fou substituït per John Etheridge. Mike Ratledge no va aparèixer durant les primeres sessions d'enregistrament del nou àlbum. Durant aquest últim període, Soft Machine es rodejà d'altres músics com ara Steve Cook (baixista), Alan Wakeman (saxofonista) o Ric Sanders (violinista).
Aquests músics, amb els últims membres del grup, enregistraren diferent material agrupat sota l'irònic títol Alive and Well. El 1978, el grup es va desfer definitivament, però el seu nom encara fou usat en l'enregistrament i posterior publicació, el 1981, de l'àlbum Land of Cockayne (obra del músic de free-jazz Jack Bruce juntament amb altres músics de jazz, entre ells un ex-component de Soft Machine: Allan Holdsworth). Tres anys més tard, el nom de Soft Machine va tornar a aparèixer en una sèrie de concerts a Londres, on van intervenir, entre d'altres, Karl Jenkins i John Marshall (ex-membres del grup) i Dave MacRae (teclista ex-membre de Matching Mole).

### Llegat
Des del 1988, han aparegut molts enregistraments en directe de Soft Machine remasteritzats en format CD. Alguns dels antics membres han publicat també nous treballs plegats, sota noms com ara Soft Works o Soft Machine Legacy (n'és un exemple Live in Zaandam, de 2005). Elton Dean, membre de Soft Machine Legacy, va morir el febrer de 2006, però això no ha impedit la continuació del grup-tribut (que incorporà Theo Travis, membre de Gong).
El setembre de 2005 aparegué una àmplia biografia del grup, anomenada Soft Machine: Out-Bloody-Rageous i escrita per Graham Bennett. L'any següent va guanyar un premi atorgat per l'Association for Recorded Sound Collections.

## Discografia
- The Soft Machine (ABC Probe, 1968)
- Volume Two (ABC Probe, 1969)
- Third (Columbia, 1970)
- Fourth (Columbia, 1971)
- Fifth (Columbia, 1972)
- Six (Columbia, 1973)
- Seven (Columbia, 1973)
- Bundles (Harvest, 1975)
- Softs (Harvest, 1976)
- Alive & Well: Recorded in Paris (Harvest, 1978)
- Land of Cockayne (EMI, 1981)